# Philip Delaporte
Pour les articles homonymes, voir Delaporte.
Philip Adam Delaporte, né en 1868 à Worms en Grand-duché de Hesse  et mort en 1928 aux États-Unis est un missionnaire protestant allemand ayant séjourné à Nauru dans le Pacifique entre 1899 et 1917.

## Biographie
Philip Delaporte naît en Grand-duché de Hesse à Worms et est envoyé étudier aux États-Unis à l'âge de 14 ans. Il exerce l'activité de missionnaire à Butaritari dans les îles Gilbert avec le soutien de la Elim Mission de Los Angeles puis en 1889 il se voit proposer un poste à Nauru par la Central Union Church of Honolulu travaillant en partenariat avec la American Board of Commissioners for Foreign Missions (ABCFM). L'île est passée sous souveraineté allemande en 1888, ce qui explique que le choix se porte sur lui. Il est le premier missionnaire occidental sur l'île, il reprend la mission protestante installée à Nauru depuis une dizaine d'années par Tabuia, un pasteur Gilbertin.
Delaporte et sa femme étudient alors le nauruan et traduisent  de nombreux textes (la Bible, des ouvrages de catéchisme et d'histoire de l'église chrétienne et des livres scolaires) dans cette langue.
L'arrivée du missionnaire catholique Alois Kayser, lui aussi allemand, se traduit par une concurrence entre missions. Les deux hommes, tous deux devenus érudits en langue et en culture nauruane entretiennent des rapports acrimonieux. En revanche, il développe des liens forts avec la Pacific Phosphate Company l'entreprise toute puissante qui exploite le phosphate de Nauru et apporte à la mission de Delaporte une aide matérielle. Quand Nauru passe aux mains des Australiens en 1914 au début de la Première Guerre mondiale, les Allemands sont expulsés. Delaporte part pour les États-Unis en 1917. Il emmène  avec lui Timothy Detudamo, un chef nauruan qui durant son séjour de trois ans en Amérique l'aidera à parachever ses travaux sur Nauru, sera consacré pasteur et deviendra à son retour l'un des grands leaders du peuple nauruan.

## Dictionnaire allemand-nauruan
En 1907, avec l'aide du linguiste nauruan Timothy Detudamo, Delaporte publie son Dictionnaire de poche allemand-nauruan (Taschenwörterbuch Deutsch-Nauruisch) contenant 65 pages consacrées aux mots et une douzaine aux expressions, le tout classé dans l'ordre alphabétique de la langue allemande. Le dictionnaire contient environ 1 650 mots allemands traduits en nauruan, souvent par des expressions ou des synonymes. Seuls 1 300 mots nauruans se trouvent dans le dictionnaire. L'ouvrage, au format poche, mesure 10,5 par 14 centimètres.
Les 32 caractères suivants forment l'orthographe des mots du dictionnaire :
| Consonnes : | b | c | d | f | g | h | j | k | l | m | n | ñ | p | q | r | s | t | w | z |
| Voyelles :  | a | à | â | e | i | o | ò | ô | ö | u | ù | û | ü |   |   |   |   |   |   |

La prononciation des lettres n'est pas précisée et le lecteur doit donc la deviner.
| Lettre | Total  | Isolée | Initiale | Médiane | Finale |
| ------ | ------ | ------ | -------- | ------- | ------ |
| a      | 2 025  | 4      | 318      | 1 323   | 380    |
| e      | 1 900  | 0      | 724      | 967     | 209    |
| i      | 1 497  | 1      | 382      | 853     | 261    |
| r      | 877    | 0      | 58       | 669     | 150    |
| n      | 876    | 7      | 18       | 282     | 569    |
| m      | 735    | 0      | 146      | 548     | 41     |
| o      | 691    | 1      | 80       | 434     | 176    |
| t      | 630    | 0      | 115      | 346     | 169    |
| ò      | 543    | 0      | 162      | 253     | 128    |
| w      | 531    | 0      | 43       | 391     | 97     |
| d      | 480    | 0      | 124      | 330     | 26     |
| b      | 479    | 0      | 92       | 350     | 37     |
| k      | 436    | 0      | 123      | 245     | 68     |
| u      | 369    | 1      | 5        | 273     | 90     |
| ñ      | 337    | 0      | 49       | 185     | 103    |
| g      | 307    | 0      | 41       | 234     | 32     |
| l      | 209    | 0      | 19       | 163     | 27     |
| s      | 158    | 0      | 3        | 150     | 5      |
| ù      | 154    | 0      | 5        | 137     | 12     |
| p      | 104    | 0      | 29       | 68      | 7      |
| q      | 64     | 0      | 14       | 45      | 5      |
| ô      | 62     | 0      | 35       | 11      | 16     |
| û      | 56     | 0      | 2        | 49      | 5      |
| à      | 48     | 1      | 16       | 19      | 12     |
| â      | 28     | 2      | 21       | 5       | 0      |
| ü      | 22     | 0      | 3        | 17      | 2      |
| ö      | 14     | 0      | 4        | 7       | 3      |
| c      | 12     | 0      | 3        | 9       | 0      |
| h      | 10     | 0      | 0        | 5       | 5      |
| l      | 9      | 0      | 2        | 6       | 1      |
| f      | 4      | 0      | 0        | 3       | 1      |
| z      | 2      | 0      | 0        | 2       | 0      |
| 32     | 13 669 | 17     | 2636     | 8379    | 2637   |

### Sources et bibliographie
- (de) Cet article est partiellement ou en totalité issu de l’article de Wikipédia en allemand intitulé « Philip Delaporte » (voir la liste des auteurs).